# Lincoln LS
Lincoln LS – samochód osobowy klasy wyższej produkowany pod amerykańską marką Lincoln w latach 1999 – 2006. 

## Historia i opis modelu

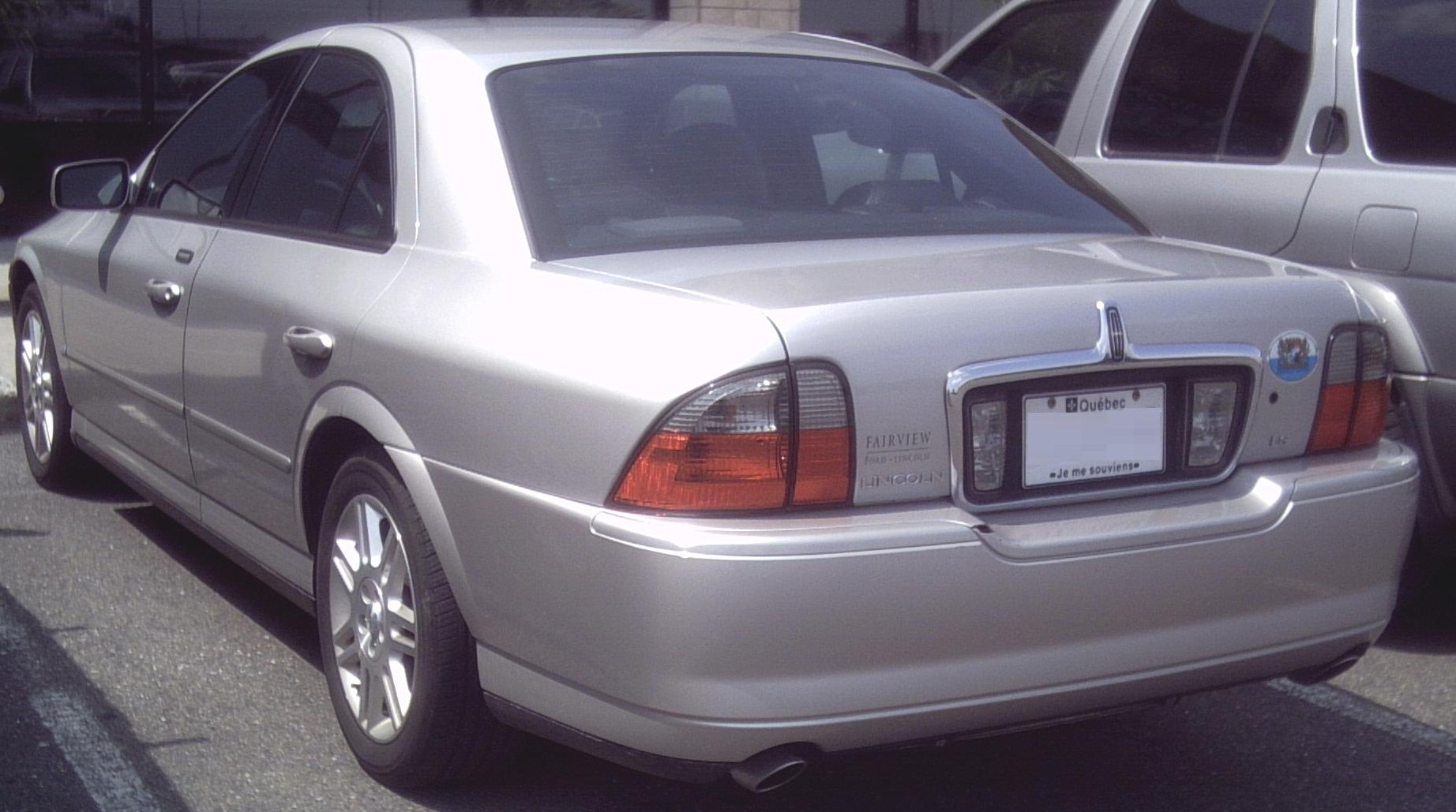
Lincoln LS - tył

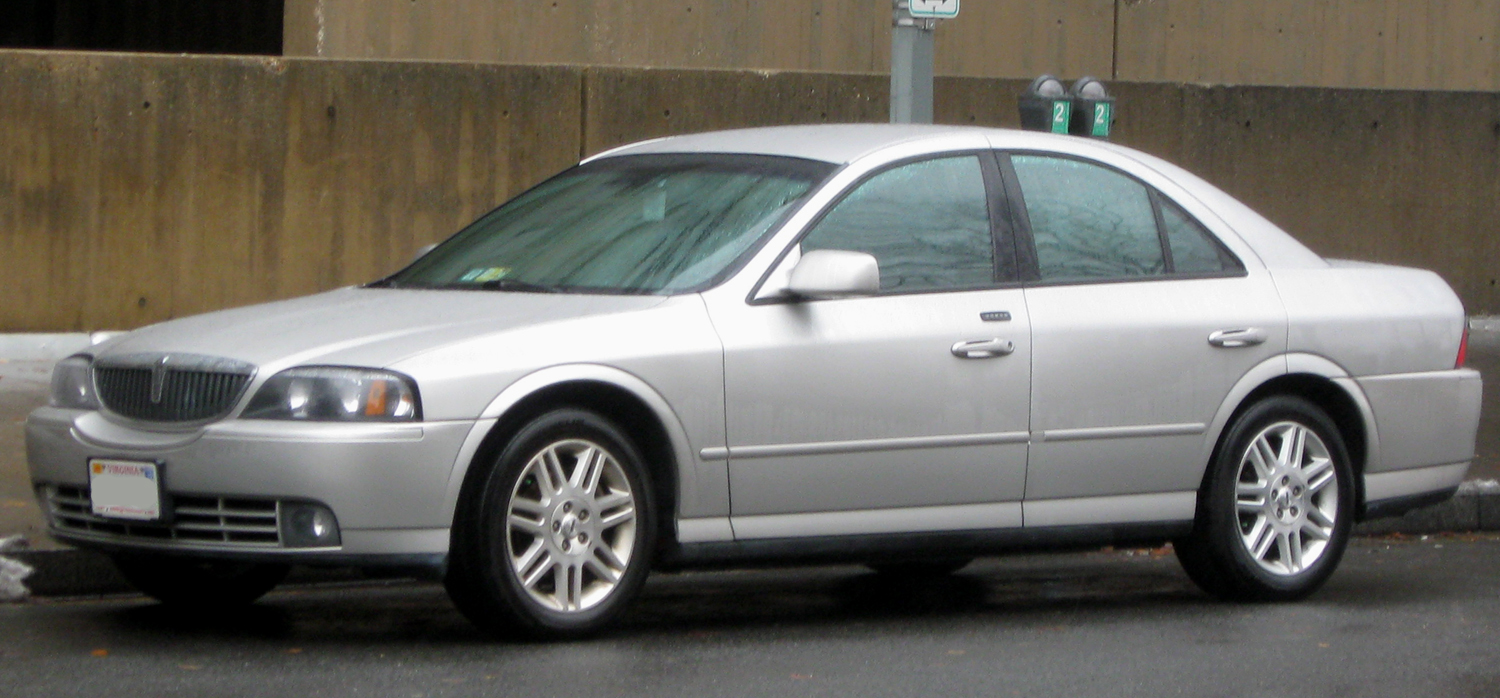
Lincoln LS po liftingu

W 1999 roku Lincoln przedstawił nowy pojazd klasy wyższej będący pierwszym takiej wielkości modelem w ofercie od czasu modelu Versailles z lat 70. XX wieku. 
Lincoln LS został oparty na modułowej platformie koncernu Ford o nazwie Ford DEW98, na której oparto także modele Ford Thunderbird i Jaguar S-Type. LS dostępny był jako 4-drzwiowy sedan. Do napędu używano silników V6 o pojemności trzech litrów oraz V8 3,9 l. Moc przenoszona była na oś tylną poprzez 5-biegową manualną lub automatyczną skrzynię biegów.

### Lifting
W 2003 roku Lincoln LS przeszedł obszerną restylizację, w ramach której pojawiły się nowe wkłady reflektorów, zmodyfikowane zderzaki, a także odświeżony projekt atrapy chłodnicy. Pod tą postacią produkcja trwała do 2005 roku, po czym zastąpił go mniejszy model Zephyr.

### Dane techniczne (V6 3.0)

#### Silnik
- V6 3,0 l (2967 cm³), 4 zawory na cylinder, DOHC
- Układ zasilania: wtrysk
- Średnica cylindra × skok tłoka: 89,00 mm × 79,50 mm
- Stopień sprężania: 10,5:1
- Moc maksymalna: 213 KM (157 kW) przy 6500 obr./min
- Maksymalny moment obrotowy: 278 N•m przy 4750 obr./min

#### Osiągi
- Przyspieszenie 0-80 km/h: 5,9 s
- Przyspieszenie 0-100 km/h: 8,0 s
- Przyspieszenie 0-160 km/h: 23,6 s
- Czas przejazdu pierwszych 400 m: 16,3 s
- Prędkość maksymalna: 219 km/h

### Dane techniczne (V8 3.9)

#### Silnik
- V8 4,0 l (3944 cm³), 4 zawory na cylinder, DOHC
- Układ zasilania: wtrysk
- Średnica cylindra × skok tłoka: 86,10 mm × 85,10 mm
- Stopień sprężania: 10,75:1
- Moc maksymalna: 284 KM (209 kW) przy 6000 obr./min
- Maksymalny moment obrotowy: 388 N•m przy 4000 obr./min